# Filosofía de la computación
La filosofía de la computación es un área dentro de la filosofía que trata de responder preguntas de carácter filosófico sobre temáticas dentro de las ciencias de la computación. Estas preguntas pueden estar agrupadas en diferentes categorías de la filosofía moderna: ontológicas, semánticas, epistemológicas y éticas. Las cuales son aspectos centrales en la filosofía de la ciencia. Además recibe una fuerte influencia en los trabajos realizados en las filosofías de la lógica, matemática, lenguaje y tecnología.
Algunos ejemplos de estas preguntas son las que aparecen publicadas en el The Philosophy of Computer Science:
- ¿Qué tipo de cosas son los programas computacionales? ¿Son ellos abstractos o concretos?[3][4]
- ¿Cuáles son las diferencias entre los programas y algoritmos?[5]
- ¿Qué es una implementación?[6]
- ¿Cuáles son los roles de los tipos de ciencias de la computación?[7]
- ¿Qué es la abstracción en las ciencias de la computación? ¿Cómo esta se relaciona con la abstracción en las matemáticas?[8][9][10]
- ¿Qué es la información?[11]
- ¿La ingeniería de software plantea problemas filosóficos?[12]

Estas preguntas no son tratadas con el rigor necesario en los estudios de ciencias de la computación o ingeniería en informática es por esto que, una filosofía de la ciencia de la computación es relevante.
Cabe también mencionar que la ciencia de la computación es un área relativamente nueva la cual a diferencia de otras ciencias es de original artificial (creación humana). Es por esto que, muchas de las problemáticas de la filosofía de la ciencia de la computación se centran en responder preguntas sobre los artefactos que se construyen y cómo es la relación entre ellos, ya sea una relación interna o en cambio una relación externa que se ocupe de otras áreas del conocimiento (por ejemplo, la matemática).
En consecuencia, se intenta estudiar en profundidad los programas computacionales que son construidos a través de algoritmos que a su vez se desarrollan con lenguajes de programación.

## Objetivos
Los objetivos de la filosofía de la ciencia de la computación están en desarrollo, pero tenemos claro que los problemas en los cuales se centra no solo tratan de buscar respuestas a problemas éticos que plantea la inteligencia artificial, sino también, qué es lo que construimos (ontológico) y cómo conocemos algo (epistemológico). Es decir, va más allá de la programación porque trata de cuestiones como el diseño, desarrollo e investigación de los conceptos y metodologías que facilitan la especificación, desarrollo e implementación y análisis de los sistemas informáticos desde una mirada filosófica.
Se podría también definir como: la búsqueda de la naturaleza de la computación, que entregaría una sistematización a los conceptos de la misma.

## Libros
Algunos libros sobre la materia son:
- Philosophy of Computer Science de William J. Rapaport.
- Computational Artifacts: Towards a Philosophy of Computer Science[13] de Raymond Turner.
- The Blackwell Guide to the Philosophy of Computing and Information[14] de Luciano Floridi.